# Valentine (cràter)
Valentine és un cràter de l'asteroide del tipus Amor (433) Eros, situat amb el sistema de coordenades planetocèntriques a 14.6 ° de latitud nord i 208.4 ° de longitud est. Fa un diàmetre de 2.2 km. El nom va ser fet oficial per la UAI l'any 2003 i fa referència a Sant Valentí de Roma, Bisbe i màrtir cristià venerat com a sant per l'Església catòlica, l'Església Ortodoxa i l'Església anglicana, patró dels enamorats.